# Lista över filmer producerade vid Shaw Brothers-studion
Följande är en icke komplett lista över de filmer som producerats vid Shaw Brothers-studion. 

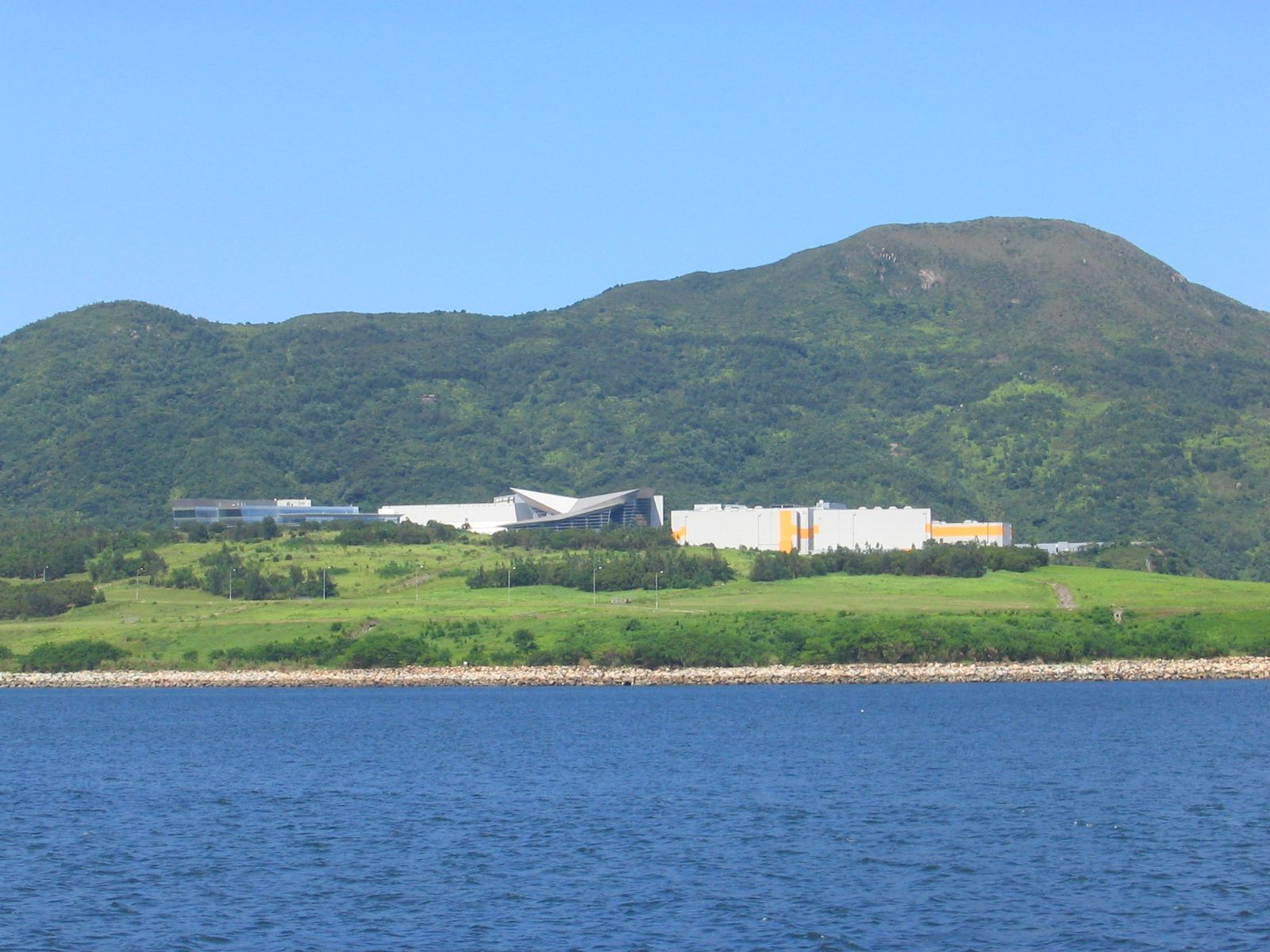
Shaw Brothers filmstad i Tseung Kwan O i Hongkong.

1952 - 1955 - 1960 - 1965 - 1970 - 1975 - 1980 - 1985 - 1995
| År   | Titel                                       | Originaltitel                    |
| ---- | ------------------------------------------- | -------------------------------- |
| 1952 | Destroy                                     | 毀滅                             |
| 1952 | Sweet Memories                              | 滿園春色                         |
| 1953 | Heaven of Love, Sea of Sin                  | 孽海情天                         |
| 1953 | Meal Time                                   | 閨房樂                           |
| 1954 | The Wind Withers                            | 風蕭蕭                           |
| 1955 | Love & Obligation                           | 戀愛與義務                       |
| 1956 | Madame White Snake                          |                                  |
| 1957 | Miss Evening Sweet                          | 夜來香                           |
| 1957 | You are My Soul                             | 你是我的靈魂                     |
| 1958 | The kingdom and the beauty                  | 江山美人                         |
| 1958 | Love with an Alien                          | 異國情鴛                         |
| 1958 | The Magic Touch                             |                                  |
| 1958 | The Unforgettable Night                     | 一夜風流                         |
| 1958 | Where is My Bride ?                         | 鳳求凰                           |
| 1959 | Enchanting Shadow                           | 倩女幽魂                         |
| 1959 | Rear entrance                               |                                  |
| 1959 | Stolen Love                                 | 偷情記                           |
| 1960 | Eve of the Wedding                          | 特嫁春心                         |
| 1960 | How to Marry a Millionaire                  |                                  |
| 1960 | Kiss Me Again                               | 第二吻                           |
| 1960 | Les Belles                                  | 千嬌百媚                         |
| 1960 | Malayan Affair                              |                                  |
| 1960 | My Daughter, My Daughter                    | 兩代女性                         |
| 1960 | Secret of Miss Pai                          |                                  |
| 1960 | Street Boys                                 |                                  |
| 1960 | Twilight Hours                              |                                  |
| 1960 | When the Peach Blossoms Bloom               |                                  |
| 1961 | Love Parade                                 | 花團錦簇                         |
| 1961 | Love Without End                            | 不了情                           |
| 1961 | Oh Boys ! Oh Girls !                        |                                  |
| 1961 | The Dream of The Red Chamber                | 紅樓夢                           |
| 1961 | The Fair Sex                                |                                  |
| 1961 | The Girl next Door                          |                                  |
| 1961 | The Lost Love                               | 盲目的愛情                       |
| 1962 | Love Eterne                                 | 梁山伯與祝英台                   |
| 1962 | Madam White Snake                           |                                  |
| 1962 | The Bride Napping                           | 花田錯                           |
| 1963 | A Maid From Heaven                          | 七仙女                           |
| 1963 | Inside the Forbidden City                   | 宋宮秘史                         |
| 1963 | Lady General Hua Mu Lan                     | 花木蘭                           |
| 1963 | Stepmother                                  |                                  |
| 1963 | The Armorous Lotus Pan                      |                                  |
| 1963 | Three Dolls of Hong Kong                    |                                  |
| 1964 | Beyond the Great Wall                       | 王昭君                           |
| 1964 | Lover's Rock                                |                                  |
| 1964 | The Dancing Millionairess                   | 萬花迎春                         |
| 1964 | The Grand Substitution                      | 萬古流芳                         |
| 1964 | The Last Woman of Shang                     | 妲己                             |
| 1965 | Call of the Sea                             |                                  |
| 1965 | Crocodile River                             |                                  |
| 1965 | Hong Kong, Manila, Singapore                |                                  |
| 1965 | Move Over, Darling                          |                                  |
| 1965 | Pink Tears                                  |                                  |
| 1965 | Song Fest                                   |                                  |
| 1965 | Song of Orchid Island                       |                                  |
| 1965 | Sons of the Good Earth                      |                                  |
| 1965 | Squadron 77                                 |                                  |
| 1965 | Temple of the Red Lotus                     | 江湖奇俠                         |
| 1965 | The Butterfly Chalice                       | Woo Dip Booi                     |
| 1965 | The Lark                                    |                                  |
| 1965 | The Lotus Lamp                              | 寶蓮燈                           |
| 1965 | The Mermaid                                 |                                  |
| 1965 | The Twin Swords                             |                                  |
| 1965 | The West Chamber                            | 西廂記                           |
| 1965 | Vermillion Door                             | 紅伶淚                           |
| 1966 | Auntie Lan                                  | 蘭姨                             |
| 1966 | Downhill They Ride                          |                                  |
| 1966 | Come Drink With Me                          | 大醉俠                           |
| 1966 | Madam Slender Plum                          | 慾海情魔                         |
| 1966 | Magnificent Trio                            | 邊城三俠                         |
| 1966 | Poisonous Rose                              |                                  |
| 1966 | Princess Iron Fan                           | 鐵扇公主                         |
| 1966 | Rose, Be My Love                            | 玫瑰我愛你                       |
| 1966 | Sweet and Wild                              |                                  |
| 1966 | The Blue and the Black 1                    | 藍與黑                           |
| 1966 | The Blue and the Black 2                    | 監與黑續集                       |
| 1966 | The Dawn Will Come                          |                                  |
| 1966 | The Golden Buddha                           | 金菩薩                           |
| 1966 | The Joy of Spring                           |                                  |
| 1966 | The Knight of Knights                       | 文素臣                           |
| 1966 | The Mating Season                           |                                  |
| 1966 | The Monkey Goes West                        | 西遊記                           |
| 1966 | The Perfumed Arrow                          |                                  |
| 1966 | Tiger Boy                                   |                                  |
| 1966 | Till the End of Time                        | 何日君再來                       |
| 1966 | Too Late for Love                           | 烽火萬里情                       |
| 1967 | Angel with the Iron Fists                   |                                  |
| 1967 | Asia-Pol                                    |                                  |
| 1967 | Blue Skies                                  |                                  |
| 1967 | Fallen Petals                               | 落花時節                         |
| 1967 | Four Sisters                                |                                  |
| 1967 | Hong Kong Nocturne                          | 香江花月夜                       |
| 1967 | International Secret Agent                  |                                  |
| 1967 | Inter-Pol                                   |                                  |
| 1967 | King Cat                                    |                                  |
| 1967 | King Drummer                                |                                  |
| 1967 | Kiss and Kill                               |                                  |
| 1967 | Lady Jade Locket                            |                                  |
| 1967 | Moonlight Serenade                          |                                  |
| 1967 | Moonlight serenade                          | 菁菁                             |
| 1967 | My Dreamboat                                |                                  |
| 1967 | One-Armed Swordsman                         | 獨臂刀                           |
| 1967 | Operation Lipstick                          |                                  |
| 1967 | Rape of the Sword                           |                                  |
| 1967 | Sing High, Sing Low                         |                                  |
| 1967 | Song of Tomorrow                            |                                  |
| 1967 | Spring Blossoms                             |                                  |
| 1967 | Summons to Death                            |                                  |
| 1967 | Susanna                                     |                                  |
| 1967 | Swan Song                                   |                                  |
| 1967 | Sweet is Revenge                            |                                  |
| 1967 | Sword and the Lute                          |                                  |
| 1967 | That Man in Chang-an                        |                                  |
| 1967 | That Tender Age                             |                                  |
| 1967 | The Assassin                                |                                  |
| 1967 | The Bandits                                 |                                  |
| 1967 | The Black Falcon                            | 黑鷹                             |
| 1967 | The Cave Of Silken Web                      | 盤絲洞                           |
| 1967 | The Dragon Creek                            |                                  |
| 1967 | The Goddess of Mercy                        |                                  |
| 1967 | The King with My Face                       | 鐵頭皇帝                         |
| 1967 | The Midnight Murder                         |                                  |
| 1967 | The Mirror                                  |                                  |
| 1967 | The Mirror and the Lichee                   |                                  |
| 1967 | The Pearl Phoenix                           | 女巡按                           |
| 1967 | The Purple Shell                            |                                  |
| 1967 | The Silent Swordsman                        |                                  |
| 1967 | The Thundering Sword                        | 神劍震江湖                       |
| 1967 | Trail of the Broken Blade                   | 斷腸劍                           |
| 1967 | Trapeze Girl                                |                                  |
| 1968 | Angel Strikes Again                         |                                  |
| 1968 | Black Butterfly                             |                                  |
| 1968 | Death Valley                                |                                  |
| 1968 | Divorce, Hong Kong Style                    |                                  |
| 1968 | Double Trouble                              |                                  |
| 1968 | Fallen Petals                               |                                  |
| 1968 | Flower Blossoms                             |                                  |
| 1968 | Forever and Ever                            |                                  |
| 1968 | Forever Diamonds                            |                                  |
| 1968 | Gun Brothers                                |                                  |
| 1968 | Gun Brothers                                | 千面大盜                         |
| 1968 | Hong Kong Rhapsody                          | 花月良宵                         |
| 1968 | Killer Darts                                |                                  |
| 1968 | Mist Over Dream Lake                        |                                  |
| 1968 | Summer Heat                                 | 狂戀詩                           |
| 1968 | Temptress of a Thousand Faces               | 千面魔女                         |
| 1968 | That Fiery Girl                             | 紅辣椒                           |
| 1968 | The Bells of Death                          |                                  |
| 1968 | The Brain-Stealers                          |                                  |
| 1968 | The Enchanted Chamber                       |                                  |
| 1968 | The Fastest Sword                           |                                  |
| 1968 | The Golden Swallow                          | 金燕子                           |
| 1968 | The Jade Raksha                             |                                  |
| 1968 | The Land of Many Perfumes                   | 女兒國                           |
| 1968 | The Magnificent Swordsman                   |                                  |
| 1968 | The Rainbow                                 |                                  |
| 1968 | The Silver Fox                              |                                  |
| 1968 | The Sword of Swords                         | 神刀                             |
| 1968 | Three Swinging Girls                        |                                  |
| 1968 | When the Clouds Roll By                     | 雲泥                             |
| 1969 | Dark Rendez-vous                            |                                  |
| 1969 | Dark Semester                               |                                  |
| 1969 | Dead End                                    | Si jiao                          |
| 1969 | Dear Murderer                               |                                  |
| 1969 | Diary of a Lady-killer                      | 獵人                             |
| 1969 | Dragon Swamp                                | 毒龍潭                           |
| 1969 | Farewell My Love                            | 春蠶                             |
| 1969 | Guess Who Killed My Twelve Lovers           | 嘖火美人魚                       |
| 1969 | Have Sword, Will Travel                     | 保鏢                             |
| 1969 | Killers                                     |                                  |
| 1969 | Killers Five                                |                                  |
| 1969 | One-Armed Swordsman Return                  | 獨臂刀王                         |
| 1969 | Raw Courage                                 | 虎膽                             |
| 1969 | Raw Passions                                |                                  |
| 1969 | River of Tears                              |                                  |
| 1969 | The 5 Billion Dollar Legacy                 | 遺產五億圓                       |
| 1969 | The Flying Dagger                           | 飛刀手                           |
| 1969 | The Golden Sword                            | 龍門金劍                         |
| 1969 | The Invincible Fist                         | Tie shou wu qing                 |
| 1969 | The Millionaire Chase                       | 釣金龜                           |
| 1969 | The Partisan Lovers                         |                                  |
| 1969 | The Singing Escort                          |                                  |
| 1969 | The Singing Thief                           | 大盜歌王                         |
| 1969 | The Sword Mates                             |                                  |
| 1969 | The Three Smiles                            | 三笑                             |
| 1969 | The Younger Generation                      | 兒女是我們的                     |
| 1969 | Tomorrow is Another Day                     |                                  |
| 1969 | Torrent of Desire                           | 慾燄狂流                         |
| 1969 | Tropical Interlude                          |                                  |
| 1969 | Twelve Deadly Coins                         |                                  |
| 1969 | Twin Blades of Doom                         |                                  |
| 1969 | Unfinished Melody                           |                                  |
| 1969 | Vengeance is a Golden Blade                 |                                  |
| 1970 | A Cause to Kill                             | 殺機                             |
| 1970 | Apartment for Ladies                        | 女子公寓                         |
| 1970 | A Place To Call Home                        | 玉女親情                         |
| 1970 | A Taste of Cold Steel                       |                                  |
| 1970 | A Time for Love                             | 那個不多情                       |
| 1970 | Brothers Five                               |                                  |
| 1970 | Double Bliss                                |                                  |
| 1970 | Heads for Sale                              | 女俠賣人頭                       |
| 1970 | Hellgate                                    |                                  |
| 1970 | Heroic Ones                                 | 十三太保                         |
| 1970 | Lady of Steel                               |                                  |
| 1970 | The Twelve Gold Medallions                  | 十二金牌                         |
| 1970 | Love Song over the Sea                      |                                  |
| 1970 | Love Without End                            | 新不了情                         |
| 1970 | My Son                                      | 春火                             |
| 1970 | Naked Love                                  |                                  |
| 1970 | Price of Love                               | 愛情的代價                       |
| 1970 | Ripples                                     |                                  |
| 1970 | Swordswomen Three                           |                                  |
| 1970 | The Chinese Boxer                           | 龍虎門                           |
| 1970 | The Enchanting Ghost                        | 鬼屋麗人                         |
| 1970 | The Golden Knight                           |                                  |
| 1970 | The Iron Buddha                             |                                  |
| 1970 | The Orchid                                  |                                  |
| 1970 | The Secret of the Dirk                      | Daai Law Kim Hap                 |
| 1970 | The Singing Killer                          | Siu Saat Sing                    |
| 1970 | The Wandering Swordsman                     | Yau Hap Ngai                     |
| 1970 | Valley of the Fangs                         |                                  |
| 1970 | Vengeance                                   | 報仇                             |
| 1970 | Whose Baby is in the Classroom ?            | 女校春色                         |
| 1970 | Winged Tiger                                | Chaap Chi Foo                    |
| 1970 | Young Lovers                                | 青春戀                           |
| 1971 | Come Haunt with Me                          |                                  |
| 1971 | Deadly Duo                                  | 雙俠                             |
| 1971 | Duel for Gold                               |                                  |
| 1971 | Duel of Fists                               | 拳擊                             |
| 1971 | It Takes a Man to Be Henpecked              |                                  |
| 1971 | King Eagle                                  | Ying Wong                        |
| 1971 | Lady with a Sword                           |                                  |
| 1971 | New One-Armed Swordsman                     | 新獨臂刀                         |
| 1971 | Long Road to Freedom                        |                                  |
| 1971 | Mighty One                                  |                                  |
| 1971 | Mission Impossible                          |                                  |
| 1971 | Redbeard                                    |                                  |
| 1971 | Shadow Girl                                 |                                  |
| 1971 | The Shadow Whip                             | 影子神鞭                         |
| 1971 | Six assassins                               | 六刺客                           |
| 1971 | Sunset                                      | 夕陽戀人                         |
| 1971 | Swordsman at Large                          |                                  |
| 1971 | The Anonymous Heroes                        | 無名英雄                         |
| 1971 | The Bandits                                 |                                  |
| 1971 | The Bride From Hell                         | 鬼新娘                           |
| 1971 | The Crimson Charm                           |                                  |
| 1971 | The Duel                                    | Daai Kuet Dau                    |
| 1971 | The Eunuch                                  |                                  |
| 1971 | The Golden Seal                             |                                  |
| 1971 | The Jade Faced Assassin                     |                                  |
| 1971 | The Lady Hermit                             | 鍾馗娘子                         |
| 1971 | The Lady Professional                       | 女殺手                           |
| 1971 | The Long Chase                              |                                  |
| 1971 | The Long Years                              |                                  |
| 1971 | The Man with Two Wives                      |                                  |
| 1971 | The Merciful Sword                          |                                  |
| 1971 | The Merry Wife                              | 娃娃夫人                         |
| 1971 | The Night is Young                          |                                  |
| 1971 | The Oath of Death                           |                                  |
| 1971 | The Rescue                                  | 血洒天牢                         |
| 1971 | The Silent Love                             | 啞吧與新娘                       |
| 1971 | The Swift Knight                            |                                  |
| 1971 | The Venus' Tear Diamond                     | 鑽石艷盜                         |
| 1971 | The Yellow Muffler                          | 玉女嬉春                         |
| 1971 | Thousand Years Fox                          |                                  |
| 1971 | Vengeance of a Snowgirl                     |                                  |
| 1971 | We Love Millionaires                        | 我愛金龜婿                       |
| 1972 | Deadly Knives                               |                                  |
| 1972 | Delightful Forest                           | Faai Wood Lam                    |
| 1972 | Finger of Doom                              |                                  |
| 1972 | Fists Of Vengeance                          |                                  |
| 1972 | Flower in the Rain                          |                                  |
| 1972 | Four Riders                                 | Sei Gei Si                       |
| 1972 | Intimate Confessions of a Chinese Courtesan | 愛奴                             |
| 1972 | Intrigue in Nylons                          |                                  |
| 1972 | Killer                                      |                                  |
| 1972 | Five Fingers of Death                       |                                  |
| 1972 | Legends of Lust                             | 風月奇譚                         |
| 1972 | Boxer from Shantung                         | 馬永貞                           |
| 1972 | Of Wives and Mistresses                     |                                  |
| 1972 | Pursuit                                     |                                  |
| 1972 | Stranger in Hong Kong                       |                                  |
| 1972 | The Black Enforcer                          |                                  |
| 1972 | The Casino                                  |                                  |
| 1972 | The Champion of Champions                   |                                  |
| 1972 | The Fourteen Amazons                        |                                  |
| 1972 | The Fugitive                                |                                  |
| 1972 | The Gourd Fairy                             |                                  |
| 1972 | The Human Goddess                           | 仙女下凡                         |
| 1972 | The Imperial Swordsman                      |                                  |
| 1972 | The Lizard                                  | 壁虎                             |
| 1972 | The Thunderbolt Fist                        |                                  |
| 1972 | The Warlord                                 | 大軍閥                           |
| 1972 | The Water Margin                            | 水滸傳                           |
| 1972 | Trilogy of Swordsmanship                    |                                  |
| 1972 | Warrior of Steel                            | Chau Lin Waan                    |
| 1972 | Young Avenger                               |                                  |
| 1972 | Young People                                | 年輕人                           |
| 1973 | Ambush                                      |                                  |
| 1973 | Blood Brothers                              | 刺馬                             |
| 1973 | Call to Arms                                |                                  |
| 1973 | Facets of Love                              |                                  |
| 1973 | Heroes of Sung                              | 龍虎會風雲                       |
| 1973 | Heroes Two                                  | 方世玉與洪熙官                   |
| 1973 | Illicit Desire                              | 風流韻事                         |
| 1973 | Imperial Tomb Raiders                       |                                  |
| 1973 | Iron Bodyguard                              | 大刀王五                         |
| 1973 | Kiss of Death                               | 毒女                             |
| 1973 | Love Across the Seas                        |                                  |
| 1973 | Payment in Blood                            |                                  |
| 1973 | Police Force                                | 警察                             |
| 1973 | River of Fury                               |                                  |
| 1973 | Sexy Girls of Denmark                       | 丹麥嬌娃                         |
| 1973 | Sexy Playgirls                              |                                  |
| 1973 | Tales of Larceny                            |                                  |
| 1973 | The Bamboo House of Dolls                   | 女集中營                         |
| 1973 | The Bastard                                 | 小雜種                           |
| 1973 | The Big Fellow                              |                                  |
| 1973 | The Boxers                                  |                                  |
| 1973 | The Delinquent                              | 憤怒青年                         |
| 1973 | The Escaper                                 |                                  |
| 1973 | The Generation Gap                          | 叛逆                             |
| 1973 | The Happiest Moment                         | 一樂也                           |
| 1973 | The House of the 72 Tenants                 | 七十二家房客                     |
| 1973 | The Master of Kung Fu                       |                                  |
| 1973 | The Pirate                                  | Daai Hoi Diy                     |
| 1973 | The Sugar Daddies                           |                                  |
| 1973 | The Villains                                |                                  |
| 1973 | The Virgins                                 |                                  |
| 1974 | A Mad World of Fools                        | 怪人怪事                         |
| 1974 | Crazy Bumpkins                              |                                  |
| 1974 | Crazy Nuts of Kung Fu                       |                                  |
| 1974 | Five Tough Guys                             |                                  |
| 1974 | Friends                                     | Pang Yau                         |
| 1974 | Gossip Street                               |                                  |
| 1974 | Hong Kong 73                                | 香港７３                         |
| 1974 | Kidnap                                      | 天網                             |
| 1974 | Disciples of Shaolin                        | 少林五祖                         |
| 1974 | Men from the Monastery                      | Siu Lam Ji Dai                   |
| 1974 | Mini-Skirt gang                             |                                  |
| 1974 | Na Cha The Great                            | 哪吒                             |
| 1974 | Rivals of Kung Fu                           |                                  |
| 1974 | Savage 5                                    |                                  |
| 1974 | Scandal                                     |                                  |
| 1974 | Sex for Sale                                | 面具                             |
| 1974 | Sex, Love and Hate                          |                                  |
| 1974 | Sinful Confession                           | 聲色犬馬                         |
| 1974 | Sorrow of the Gentry                        | 朱門怨                           |
| 1974 | Supermen Against the Orient                 |                                  |
| 1974 | Tea House                                   | 成記茶樓                         |
| 1974 | The Cheeky Little Angels                    |                                  |
| 1974 | The Ghost Lovers                            |                                  |
| 1974 | The Golden Lotus                            | 金瓶雙艷                         |
| 1974 | The Legend of the 7 Golden Vampires         |                                  |
| 1974 | The Rat Catcher                             | 捉鼠記                           |
| 1974 | The Shadow Boxer                            | 太極拳                           |
| 1974 | The Sinful Adulteress                       |                                  |
| 1974 | The Two Faces of Love                       |                                  |
| 1974 | Thirteen                                    | 早熟                             |
| 1974 | Virgins of the Seven Seas                   |                                  |
| 1974 | Women of Desire                             | 女人面面觀                       |
| 1974 | Young Passion                               |                                  |
| 1975 | All Men are Brothers                        | 蕩寇誌                           |
| 1975 | Big Brother Cheng                           | 大哥成                           |
| 1975 | Black Magic                                 | 降頭                             |
| 1975 | Bloody Money                                | Lung Foo Chow Tin Aai            |
| 1975 | Carry on Con Men                            | 陳夢吉計破脂粉陣                 |
| 1975 | Cleopatra Jones and the Casino of Gold      |                                  |
| 1975 | Cohabitation                                |                                  |
| 1975 | Evil Seducers                               |                                  |
| 1975 | Fantastic Magic Baby                        | Hung Haai Ngai                   |
| 1975 | Fearful Interlude                           |                                  |
| 1975 | Forbidden tales of Two Cities               |                                  |
| 1975 | Gambling Syndicate                          |                                  |
| 1975 | Girl with the Long Hair                     | 長髮姑娘                         |
| 1975 | Lady of the law                             |                                  |
| 1975 | Lovers destiny                              | 新啼笑姻缘                       |
| 1975 | Queen Hustler                               |                                  |
| 1975 | Return of the Crazy Bumpkin                 |                                  |
| 1975 | Romance in Paris                            |                                  |
| 1975 | Salina                                      |                                  |
| 1975 | Spiritual Boxer                             | 神打                             |
| 1975 | Super Inframan                              | 中國超人                         |
| 1975 | Supermen against the Amazons                |                                  |
| 1975 | Temperament of Life                         |                                  |
| 1975 | That's Adultery                             | 捉姦趣事                         |
| 1975 | The Big Holdup                              | 大劫案                           |
| 1975 | The Bloody escape                           | Tiu Miu                          |
| 1975 | The Empress Dowager                         | 傾國傾城                         |
| 1975 | The Flying Guillotine                       | 血滴子                           |
| 1975 | The Golden Lion                             |                                  |
| 1975 | The Happy Trio                              |                                  |
| 1975 | The Imposter                                | 七面人                           |
| 1975 | The Taxi Driver                             | Dik si daai liu                  |
| 1975 | The Young Rebel                             | 後生                             |
| 1975 | Two Con Men                                 | 扭計祖宗陳夢吉                   |
| 1976 | 7 Man Army                                  | Baat Diy Lau Ji                  |
| 1976 | Beautiful Vixen                             |                                  |
| 1976 | Big Bad Sis                                 |                                  |
| 1976 | Big Time for the Crazy Bumpkins             |                                  |
| 1976 | Black Magic 2                               |                                  |
| 1976 | Bloody Avengers                             |                                  |
| 1976 | Brotherhood                                 |                                  |
| 1976 | Bruce Lee and I                             |                                  |
| 1976 | Challenge of the Masters                    | 陸阿采與黃飛鴻                   |
| 1976 | Crazy Bumpkin in Singapore                  |                                  |
| 1976 | Crazy Sex                                   | 拈花惹草                         |
| 1976 | Emperor Chien Lung                          |                                  |
| 1976 | Erotic Nights                               |                                  |
| 1976 | Farewell to a Warrior                       |                                  |
| 1976 | Girls for Sale                              |                                  |
| 1976 | Heroes of the Underground                   |                                  |
| 1976 | Homicides - The Criminals, Part 2           |                                  |
| 1976 | Hustler from Canton                         |                                  |
| 1976 | Killer Clans                                | 流星蝴蝶劍                       |
| 1976 | Killers on Wheels                           |                                  |
| 1976 | King Gambler                                | 賭王大騙局                       |
| 1976 | Shaolin Temple                              | 少林寺                           |
| 1976 | Love Swindlers                              |                                  |
| 1976 | Mr Funny Bone                               | 老夫子                           |
| 1976 | New Shaolin Boxers                          | Choi Lee Bat Siu Ji              |
| 1976 | Oily Maniac                                 | 油鬼子                           |
| 1976 | Oriental Playgirls                          |                                  |
| 1976 | Spirit of the Raped                         |                                  |
| 1976 | Spiritual Fists                             | San Kuen Saam Chong Si           |
| 1976 | Springtime in Pattaya                       |                                  |
| 1976 | The Condemned                               | 死囚                             |
| 1976 | The Criminals                               | 香港奇案                         |
| 1976 | The Dragon Missile                          |                                  |
| 1976 | The Escort Girls                            |                                  |
| 1976 | The Girlie Bar                              | 酒帘                             |
| 1976 | The Last Tempest                            | 瀛台泣血                         |
| 1976 | The Magic Blade                             | 天涯明月刀                       |
| 1976 | The Sexy Killer                             | 紅粉煞星                         |
| 1976 | The Shaolin Avengers                        | 方世玉與胡惠乾                   |
| 1976 | The Snake Prince                            |                                  |
| 1976 | The Web of Death                            | 五毒天羅                         |
| 1976 | Wedding Nights                              |                                  |
| 1977 | Assault The Criminals 4                     |                                  |
| 1977 | Brave Archer                                | 射鵰英雄傳                       |
| 1977 | Chinatown Kid                               | 唐人街功夫小子                   |
| 1977 | Clans of Intrigue                           | 楚留香                           |
| 1977 | Cobra Girl                                  |                                  |
| 1977 | Confessions of a Private Secretary          |                                  |
| 1977 | Deadly Angels                               |                                  |
| 1977 | Death Duel                                  | 三少爺的劍                       |
| 1977 | Dream of the Red Chamber                    |                                  |
| 1977 | Dreams of Eroticism                         |                                  |
| 1977 | Executioners From Shaolin                   | 洪熙官                           |
| 1977 | Innocent Lust                               |                                  |
| 1977 | Jade Tiger                                  | 白玉老虎                         |
| 1977 | Lady Exterminator                           |                                  |
| 1977 | Magnificent Wanderers                       | Kong Woo Hon Ji                  |
| 1977 | Moods of Love                               |                                  |
| 1977 | Murder on the Wedding Night                 |                                  |
| 1977 | Mysterious Lady Killer                      |                                  |
| 1977 | Pursuit of Vengeance                        |                                  |
| 1977 | Return of the Con Men                       |                                  |
| 1977 | Starlets for Sale                           |                                  |
| 1977 | The Adventures of Emperor Chien Lung        |                                  |
| 1977 | The Battle Wizard                           |                                  |
| 1977 | The Call Girls                              | 應召名冊                         |
| 1977 | The Criminals 3: Arson                      |                                  |
| 1977 | The Crooks                                  |                                  |
| 1977 | The Judgement of an Assassin                | Kuet Saai Ling                   |
| 1977 | The Mad Monk                                |                                  |
| 1977 | The Mighty Peking Man                       | 猩猩王                           |
| 1977 | The Naval Commandos                         | Hoi Gwan Dat Gik Dui             |
| 1977 | The Romantic Scholar                        |                                  |
| 1977 | The Sentimental Swordsman                   | 多情劍客無情劍                   |
| 1977 | To Kill a Jaguar                            | 絕不低頭                         |
| 1978 | Bank-Buster                                 |                                  |
| 1978 | Brave Archer 2                              | 射鵰英雄傳續集                   |
| 1978 | Challenge of the Ninja                      |                                  |
| 1978 | Clan of Amazons                             | 秀花大盜                         |
| 1978 | Crazy Imposters                             |                                  |
| 1978 | Crippled Avengers                           | 殘缺                             |
| 1978 | Delinquent Teenagers                        |                                  |
| 1978 | Dream of the Red Chamber                    |                                  |
| 1978 | Gang of Four                                |                                  |
| 1978 | Heaven Sword and Dragon Sabre               | Yi tian tu long ji               |
| 1978 | Heaven Sword and Dragon Sabre 2             | Yi tian tu long ji da jie ju     |
| 1978 | Hello Sexy Late Homecomers                  |                                  |
| 1978 | Invincible Shaolin                          | 南少林與北少林                   |
| 1978 | 36th Chamber of Shaolin                     | 少林三十六房                     |
| 1978 | Shaolin Mantis                              | 螳螂                             |
| 1978 | Legend of The Bat                           | 蝙蝠傳奇                         |
| 1978 | Mr Funny Bone - Strikes Again               | 老夫子奇趣錄                     |
| 1978 | Sensual Pleasures                           | Jeung Sik Sing Wun               |
| 1978 | Shaolin Hand Lock                           | 十字鎖喉手                       |
| 1978 | Soul of the Sword                           | 殺絕                             |
| 1978 | Swordsman and Enchantress                   | 蕭十一郎                         |
| 1978 | The Avenging Eagle                          | Long xie shi san ying            |
| 1978 | The Cunning Hustler                         |                                  |
| 1978 | The Double Crossers                         |                                  |
| 1978 | The Five venoms                             | 五毒                             |
| 1978 | The Flying Guillotine 2                     | 清宮大刺殺                       |
| 1978 | The Mad Monk Strikes Again                  |                                  |
| 1978 | The Notorious Frameup                       |                                  |
| 1978 | The Proud Youth                             |                                  |
| 1978 | The Psychopath                              |                                  |
| 1978 | The Vengeful Beauty                         | 血芙蓉                           |
| 1978 | The Voyage of Emperor Chien Lung            | 乾隆下揚州                       |
| 1979 | Abbot of Shaolin                            | Siu Lam Ying Hung Bong           |
| 1979 | Daredevils of Kung Fu                       | Chap Gei Miu Meng Dui            |
| 1979 | Dirty Ho                                    |                                  |
| 1979 | Emperor Chin Lung and the Beauty            | 乾隆皇與三姑娘                   |
| 1979 | Five Superfighters                          |                                  |
| 1979 | Full Moon Scimitar                          |                                  |
| 1979 | He Who Never Dies                           |                                  |
| 1979 | Invincible Enforcer                         |                                  |
| 1979 | Kung Fu Instructor                          |                                  |
| 1979 | Legend of Feng Shui                         |                                  |
| 1979 | Life Gamble                                 | Sang Sei Dau                     |
| 1979 | Mad Monkey Kung Fu                          | 瘋猴                             |
| 1979 | Monkey Kung Fu                              |                                  |
| 1979 | Murder Plot                                 | Hung Cheuk Wong Chiu             |
| 1979 | Naughty Scandals                            |                                  |
| 1979 | Return of the Dead                          |                                  |
| 1979 | Shaolin Rescuers                            | Gaai Shut Ying Hung              |
| 1979 | Spiritual Boxer 2                           |                                  |
| 1979 | Ten Tigers of Kwangtung                     | 廣東十虎興役五需                 |
| 1979 | The Best Hustler Wins                       |                                  |
| 1979 | The Brothers                                |                                  |
| 1979 | The Deadly Breaking Sword                   | Feng liu duan jian xiao xiao dao |
| 1979 | The Forbidden Past                          | 小樓殘夢                         |
| 1979 | The Foxy Ladies                             |                                  |
| 1979 | The Ghost and I                             |                                  |
| 1979 | The Ghost Story                             |                                  |
| 1979 | The Kid With the Golden Arm                 | Gam Bei Tung                     |
| 1979 | The Last Judgement                          |                                  |
| 1979 | The Magnificent Ruffians                    | Maai Meng Siu Ji                 |
| 1979 | The Master                                  | 背叛師門                         |
| 1979 | The Proud Twins                             |                                  |
| 1979 | The Reckless Cricket                        |                                  |
| 1979 | The Scandalous Warlord                      | 軍閥趣史                         |
| 1979 | The Tigress of Shaolin                      |                                  |
| 1979 | To Kill a Mastermind                        |                                  |
| 1979 | What Price Honesty ?                        |                                  |
| 1979 | Young Lovers                                | 純愛                             |
| 1980 | Bat without Wings                           |                                  |
| 1980 | Clan of the White Lotus                     | 洪文定三破白蓮教                 |
| 1980 | Coward Bastard                              |                                  |
| 1980 | Heaven and Hell                             | 第三類打鬥                       |
| 1980 | Heroes Shed No Tears                        | 英雄無淚                         |
| 1980 | Hex Versus Witchcraft                       | 邪鬥邪                           |
| 1980 | Hex                                         | 邪                               |
| 1980 | Rendez-vous with Death                      |                                  |
| 1980 | Return to the 36th Chamber                  | 少林搭棚大師                     |
| 1980 | Spearmen of Death                           | Tit Kei Moon                     |
| 1980 | The Informer                                | 金手指                           |
| 1980 | The Rebel Intruders                         | Daai Saai Sei Fong               |
| 1980 | Two Champions of Shaolin                    | 少林與武當                       |
| 1981 | Black Lizard                                |                                  |
| 1981 | Brave Archer 3                              | 射雕英雄傳三集                   |
| 1981 | Challenge of The Gamesters                  | 千王鬥千霸                       |
| 1981 | Gambler's Delight                           |                                  |
| 1981 | Mahjong Heroes                              | 打雀英雄傳                       |
| 1981 | Martial Club                                | 武館                             |
| 1981 | Masked Avengers                             | Cha Sau                          |
| 1981 | My Young Auntie                             | 長輩                             |
| 1981 | Notorious Eight                             | 千門八將                         |
| 1981 | One Way Only                                | 單程路                           |
| 1981 | Return of the Sentimental Swordsman         | 魔劍俠情                         |
| 1981 | Roar of the Lion                            | 南北獅王                         |
| 1981 | Sword stained with Royal Blood              | 碧血劍                           |
| 1981 | The Battle for the Republic of China        |                                  |
| 1981 | The Duel of the Century                     | 陸小鳳之決戰前後                 |
| 1981 | The Emperor and his Brother                 | 書劍恩仇錄                       |
| 1982 | 36 Secrets of Courtship                     | 追女三十六房                     |
| 1982 | Blade Runner (medproducenter)               | Blade Runner                     |
| 1982 | Cat Versus Rat                              |                                  |
| 1982 | Hell Has No Boundary                        |                                  |
| 1982 | Hex After Hex                               | 邪完再邪                         |
| 1982 | Human Lanterns                              | 人皮燈籠                         |
| 1982 | Legendary Weapons of China                  | 十八般武藝                       |
| 1982 | Lovers Blades                               |                                  |
| 1982 | Master of Disaster                          |                                  |
| 1982 | Ode to Gallantry                            |                                  |
| 1982 | Passing Flickers                            | 三十年細說從頭                   |
| 1982 | Super Ninjas                                | Ng Dun Yan Sui                   |
| 1982 | The Pure and the Evil                       | 青春１０００日                   |
| 1982 | The Spirit of the Sword                     |                                  |
| 1982 | Young Vagabond                              |                                  |
| 1983 | Bastard Swordsman                           |                                  |
| 1983 | Demon of the Lute                           |                                  |
| 1983 | Descendant of the Sun                       |                                  |
| 1983 | Fast Fingers                                |                                  |
| 1983 | Ghosts Galore                               |                                  |
| 1983 | Holy Flame of Martial World                 | 武林聖火令                       |
| 1983 | Hong Kong, Hong Kong                        |                                  |
| 1983 | Hong Kong Playboys                          | 花心大少                         |
| 1983 | Let's Make Laugh                            | 表錯七日情                       |
| 1983 | Little Dragon Maiden                        | 楊過與小龍女                     |
| 1983 | Mad Mad 1997                                |                                  |
| 1983 | Mad Mad 83                                  |                                  |
| 1983 | Men from the Gutter                         |                                  |
| 1983 | Mercenaries from Hong Kong                  |                                  |
| 1983 | On the Wrong Track                          | 毁滅號地車                       |
| 1983 | Portrait in Crystal                         |                                  |
| 1983 | Roving Swordsman                            | 大俠沈勝衣                       |
| 1983 | Seeding of a Ghost                          |                                  |
| 1983 | Shaolin Intruders                           |                                  |
| 1983 | Shaolin Prince                              | 少林傳人                         |
| 1983 | Take Care, Your Majesty                     |                                  |
| 1983 | Tales of a Eunuch                           |                                  |
| 1983 | The Enchantress                             |                                  |
| 1983 | The Lady Assassin                           |                                  |
| 1983 | The Lady is the Boss                        | 掌門人                           |
| 1983 | Twinkle Twinkle Little Star                 | 星際鈍胎                         |
| 1983 | Weird Man                                   |                                  |
| 1984 | A Friend from Inner Space                   | 奸人鬼                           |
| 1984 | An Amorous Woman of Tang Dynasty            | 唐朝豪放女                       |
| 1984 | Behind the Yellow Line                      | 緣份                             |
| 1984 | Cherie                                      |                                  |
| 1984 | Eight Diagram Pole Fighter                  | 五郎八卦棍                       |
| 1984 | Family Light Affair                         | 城市之光                         |
| 1984 | How to Choose a Royal Bride                 |                                  |
| 1984 | I Will Finally Knock You Down, Dad          |                                  |
| 1984 | Long Road to Gallantry                      |                                  |
| 1984 | Love in a Fallen City                       | 傾城之戀                         |
| 1984 | Lust For Love of a Chinese Courtesan        | 愛奴新傳                         |
| 1984 | Misfire                                     |                                  |
| 1984 | Mr. Virgin                                  |                                  |
| 1984 | My Darling Genie                            | 我愛神仙遮                       |
| 1984 | New Tales of the Flying Fox                 | 新飛狐外傳                       |
| 1984 | Opium and the Kung-fu Master                |                                  |
| 1984 | Pale Passion                                |                                  |
| 1984 | Return of Bastard Swordsman                 |                                  |
| 1984 | Secret Service of the Imperial Court        | 錦衣衛                           |
| 1984 | Sex Beyond the Grave                        |                                  |
| 1984 | The Frog Prince                             |                                  |
| 1984 | The Hidden Power of the Dragon Sabre        |                                  |
| 1984 | The Little Cute Fellow                      |                                  |
| 1984 | The Siamese Twins                           | 連體                             |
| 1984 | Three Stooges Go Undercover                 |                                  |
| 1984 | Thunderclap                                 |                                  |
| 1984 | Ugly Tycoon                                 |                                  |
| 1984 | Wits of the Brats                           |                                  |
| 1985 | Carry on Doctors and Nurses                 |                                  |
| 1985 | Crazy Shaolin Disciples                     | 弟子也瘋狂                       |
| 1985 | Danger has two faces                        | 皇家大賊                         |
| 1985 | Hong Kong Godfather                         |                                  |
| 1985 | Illegal Immigrant                           |                                  |
| 1985 | Journey of the Doomed                       | 水兒武士                         |
| 1985 | Les Disciples de la 36ème chambre           | 霹靂十傑                         |
| 1985 | Love With a Perfect Stranger                |                                  |
| 1985 | My Mind, Your Body                          |                                  |
| 1985 | My Name Ain't Suzie                         | 花街時代                         |
| 1985 | Puppy Love                                  | 鬥氣小神仙                       |
| 1985 | Pursuit of a Killer                         |                                  |
| 1985 | The Master Strikes Back                     |                                  |
| 1985 | This Man is Dangerous                       |                                  |
| 1985 | Twisted Love                                |                                  |
| 1985 | Wives and Lovers                            |                                  |
| 1985 | Women                                       |                                  |
| 1988 | Mr. Possessed                               |                                  |
| 1988 | Painted Faces                               | 七小福                           |
| 1988 | Starry is the Night                         |                                  |
| 1989 | Doubles Cause Troubles                      |                                  |
| 1994 | Whatever you want                           |                                  |
| 1995 | Tragic Commitment                           |                                  |
| 1996 | Maskernas Kung                              | Bian Lian                        |
| 1997 | Hero                                        | 馬永貞                           |
| 2003 | Drunken Monkey                              | 醉馬騮                           |
| 2003 | Kill Bill                                   |                                  |